# 福恩萊克鎮區 (明尼蘇達州托德縣)
福恩萊克鎮區（英語：Fawn Lake Township）是位於美國明尼蘇達州托德縣的一個行政鎮區，於1881年設立。

## 地方資料
福恩萊克鎮區的面積為92.33平方千米，當中陸地面積為89.14平方千米，而水域面積為3.19平方千米。根據2020年美國人口普查的數據，當地共有人口538人，而人口密度為每平方千米5.83人。